# Aphylla brasiliensis
Aphylla brasiliensis är en trollsländeart som beskrevs av Belle 1970. Aphylla brasiliensis ingår i släktet Aphylla och familjen flodtrollsländor. IUCN kategoriserar arten globalt som livskraftig. Inga underarter finns listade i Catalogue of Life.